# Daniel Owusu
Daniel Owusu (* 25. Januar 2003) ist ein ghanaischer Fußballspieler.

## Karriere
Owusu begann seine Karriere in der West African Football Academy. Für die WAFA spielte er ab der Saison 2019/20 mindestens zwölf Mal in der Premier League.
Im Februar 2021 wechselte er zum österreichischen Bundesligisten FC Red Bull Salzburg, bei dem er einen bis Mai 2025 laufenden Vertrag erhielt. Die Salzburger verliehen ihn allerdings direkt auf Kooperationsbasis an den Zweitligisten SV Horn. Bis zum Ende der Leihe kam der Stürmer zu zehn Einsätzen für die Niederösterreicher in der 2. Liga. Zur Saison 2021/22 kehrte er nach Salzburg zurück und wurde in das zweitklassige Farmteam FC Liefering eingegliedert. Für dieses kam er zu elf Zweitligaeinsätzen, in denen er zweimal traf.
Im August 2022 wurde Owusu an den Zweitligisten First Vienna FC verliehen. Für die Vienna absolvierte er neun Zweitligapartien, ehe er sich im November 2022 schwer verletzte und den Rest der Saison dadurch verpasste.
Zur Saison 2023/24 kehrte er zunächst nach Salzburg zurück, ehe er im August 2023 an den Zweitligisten SKU Amstetten auf Kooperationsbasis verliehen wurde. Für Amstetten kam er zu sechs Zweitligaeinsätzen, ehe der Kooperationsvertrag im Januar 2024 aufgelöst wurde. Anschließend wechselte er im März 2024 nach Georgien zum FC Samtredia.